# Toropuku stephensi
Toropuku stephensi (лат.) — вид ящериц семейства Diplodactylidae. Эндемик Новой Зеландии.

## Внешний вид
Небольшой геккон с длиной тела без хвоста до 8,1 см и массой тела до 13,5 г. Самцы тяжелее самок. Хвост цепкий, равен телу или длиннее него. Подпальцевых пластинок 11—15.
Верхняя сторона тела палевая или золотисто-коричневая с широкой красно-коричневой полосой, проходящей до хвоста. Более узкие полосы проходят по бокам тела от ноздрей через глаза до кончика хвоста. На голове за глазами находится V-образное пятно. Нижняя сторона матовая, светло-песочная, с множеством чёрных полос и пятен. Глаза золотисто-коричневые или серо-коричневые. Губы оранжево-жёлтые. Язык розовый, с красным или серым кончиком.

## Распространение
Обитает только на севере острова Южный и прилежащих островах.

## Образ жизни
Обитает в прибрежных и низинных широколиственных лесах и зарослях кустарника. Чаще всего встречается на растениях на высоте до 3,5 м над землёй, хотя может быть найден и на земле. Активен ночью. Может за несколько минут менять оттенок тела от светлого до тёмно-коричневого. Очень проворный. Питается беспозвоночными (жуками, пауками, мотыльками). Могут также поедать цветочный нектар и плоды растений.
Половой зрелости гекконы достигают при длине тела примерно 6 см. Самки рождают 1—2 детёныша поздней весной предположительно раз в два года. Живут до 10—16 лет.

## Охранный статус
Этот геккон обитает на небольшой фрагментированной территории и испытывает снижение численности из-за охоты на него инвазивных млекопитающих и деградации его мест обитания. В связи с этим международным союзом охраны природы виду был присвоен статус вымирающего.